# Seol Chong
Seol Chong (설총, 薛聰) est un érudit confucéen du royaume de Silla en Corée. Il est né en 655 en tant que fils du moine bouddhiste Wonhyo et de la princesse Yoseok. Il est connu pour avoir rationalisé l'usage de l'Idu, un système de transcription phonétique du coréen en caractères chinois et pour être l'auteur du Hwawanggye (L'admonestation au roi des fleurs). Haut fonctionnaire, il a écrit de nombreux autres ouvrages aujourd'hui perdus. 